# Åbo hovrätt
Åbo hovrätt (finska: Turun hovioikeus) är en allmän domstol, andra rättsinstans över tingsrätterna och en av fem hovrätter i Finlands domstolsväsen. Åbo hovrätt har tillkommit som den nästäldsta av de svenska hovrätterna år 1623 och är nu den äldsta av hovrätterna i Finland.

## Historia
Svea hovrätt grundades år 1614 som en högsta rättsinstans i Sverige och skulle avge konungsdom. Redan följande år övergav man tanken att hovrätten skulle vara högsta rättsinstans och konungen gavs uttryckligen rätt att pröva Svea hovrätts beslut. De oroliga förhållandena i riket under slutet av 1500-talet och krigen i öster hade brutit ned samhällsstrukturerna i Finland. Från Stockholm sändes därför på 1610-talet kontrollkommissioner dit, som kunde rapportera att särskilt skatte- och rättsväsendet hade förfallit. Också Svea hovrätt klagade 1622 hos konungen över att man i Finland inte respekterade hovrättens beslut. Följden blev att Åbo hovrätt grundades år 1623. Officiellt var orsaken att de långa resorna och höga kostnaderna fick många i Finland bosatta att avstå från att resa till Stockholm och därmed gick miste om sin lagliga rätt. Man har i historieskrivningen noterat att den förste hovrättspresidenten i Åbo samtidigt utsågs till landshövding och att hovrätten sammanträdde i hans närhet på Åbo slott. Arrangemanget, som eventuellt var tänkt som tillfälligt, gällde alltså att ordna upp både civilförvaltningen och rättsordningen.
Beslutet om att inrätta Åbo hovrätt fattades den 15 juni 1623 och hovrättens första session ägde rum den 31 oktober samma år på Åbo slott. Under hovrätten lydde alla Finlands historiska landskap inklusive Österbotten. Hovrätten leddes av en hovrättspresident, en vicepresident och övriga domare var sex, senare fem, assessorer av adeln och sex assessorer av ofrälse stånd. Olika funktioner sköttes på 1620-talet av assessorer eller andra personer såsom hovrättens sekreterare, advokatfiskal, vicefiskal, notarie, aktuarie och handlingsskrivare. År 1630 evakuerades hovrätten undan en pestepidemi till Nystad och då man 1632 återvände till Åbo var det till utrymmen i stadens rådhus och sedan till hyrda utrymmen i Klosterkvarteret. 1634 års regeringsform bestämde att Åbo hovrätt skulle ha ett riksråd som president och därtill sex adliga och sex lärda assessorer. Till hovrättens jurisdiktion fördes då också de bägge Karelerna. År 1637 flyttade hovrätten in i en gård som låg vid stadsbrons västra landfäste på norra sidan. Den centrala byggnaden där hovrätten sammanträdde var ett nytt tegelhus byggt i två våningar längs Aura å. Hovrätten köpte huset följande år med förbehållet att säljaren skulle lägga tegeltak på huset och omge tomten med en mur. Under den här tiden förekom fyra riks- och hovrättsråd på hovrättens lönelistor. På 1660-talet var huset så förfallet att man inte ville reparera det och 1671 köpte man i stället den s.k. Kankasgården vid Stortorget av generalguvernören Gustaf Evertsson Horns arvingar. En stadsbrand härjade huset år 1681 och både huset och dess inventarier förstördes men en del av arkivet kunde räddas. Hovrätten tog sin tillflykt till Åbo slott medan stenhuset i tre våningar återuppbyggdes. Huset var färdigt år 1691 medan inventarierna anskaffades under de följande åren. Hovrätten återvände till huset år 1694. År 1698 upphävdes klassindelningen av assessorerna vilket i Åbo underlättades av att ofrälse assessorer adlades. 
På grund av kriget med Ryssland måste hovrätten 1713 fly undan den ryska ockupationsmakten till Stockholm. Under tiden i Stockholm utsågs 1719 de två första hovrättsråden vid Åbo hovrätt. Båda hade varit ofrälse assessorer. På hösten 1721 återvände hovrätten till Åbo men huset stod i ruiner. Man fick därför lov att hålla sina sessioner hemma hos en av assessorerna medan huset återuppbyggdes. I slutet av år 1724 stod hovrättshuset färdigt och ovanför ingången från torget uppsattes en sten med detta årtal. Även om hovrättshuset idag ingår i Katedralskolans byggnad finns ytterdörren och stentavlan kvar i fasaden mot torget. Följande år invigdes huset och hovrätten flyttade in för ett sekel framåt. Kring år 1760 stärktes personalen med en extrafiskal, en protonotarie och en registrator. Arbetet underlättades år 1775 genom att en ny hovrätt i Vasa inrättades och tog över en stor del av Åbo hovrätts distrikt. Ännu år 1813 förbättrades hovrättshuset genom att golven förstärktes för arkivets räkning och en ny sessionssal inrättades. Tiden i huset vid Stortorget avslutades med ännu en stadsbrand den 5 september 1827. Endast de välvda arkivrummen på bottenplanet stod emot branden.
Åbo hovrätt fann en tillfällig tillflyktsort i stadens Societetshus men redan 1830 fick hovrätten nya utrymmen i Akademihuset. Det hade byggts för Åbo akademi och färdigställts år 1815. Akademin flyttades 1828 till Helsingfors och huset stod därför tomt om också skadat av branden 1827. Hovrätten var inte ensam i det reparerade huset utan också Åbo domkapitel, guvernören och länsförvaltningen flyttade in. Akademihuset renoverades på 1970-talet och på nytt åren 2014–2017. Efter den senare renoveringen står hela huset till hovrättens förfogande med undantag för solennitetssalen och dess förhall, som används av bl.a. universiteten i staden. Åbo hovrätt är till sitt omfång och sin verksamhet den näst största hovrätten i Finland efter Helsingfors hovrätt. Domare i hovrätten är presidenten, hovrättslagmännen och hovrättsråden. Assessorerna och fiskalerna föredrar ärenden och kanslichefen svarar för administrationen. Det finns sammanlagt cirka 120 tjänster vid Åbo hovrätt. Gustav II Adolfs staty sattes upp framför byggnaden 1992.

## Domsagor och tingsrätter
Efter att Vasa hovrätt inrättades 1776 fanns det tio domsagor Wehmo och Nedre Satakunda domsaga, Övre Satakunda över och nedre del domsaga, Övre och Nedre Sääkssmäki domsaga, Stora Savolaks domsaga, Övre och Nedre Hillola domsaga, Borgå och Kymmene domsaga, Rasborgs östra och västra domsaga, Piikis och Haliko domsaga, Wirmo och Masku häraders domsaga och Ålands domsaga.
I den indelning som infördes 2019 finns det fyra tingsrätter under Åbo hovrätt Birkalands tingsrätt, Egentliga Finlands tingsrätt, Egentliga Tavastlands tingsrätt och Ålands tingsrätt.

## Åbo hovrätts presidenter
- 1623–1630: Nils Turesson Bielke
- 1630–1632: Broder Andersson Rålamb
- 1632–1652: Jöns Knutsson Kurck den yngre
- 1654–1657: Erik Karlsson Gyllenstierna
- 1658–1673: Erik Larsson Sparre
- 1674–1684: Ernst Johan Creutz den äldre
- 1685–1686: Anders Torstenson [6] (tillträdde ej)
- 1687–1692: Robert Lichton
- 1693–1703: Gabriel Falkenberg
- 1705–1708: Otto Vellingk (tillträdde ej)
- 1719–1726: Johan Creutz
- 1728: Gustaf Funck (tillträdde ej)
- 1728–1739: Samuel Åkerhielm den yngre
- 1739–1743: Carl Frölich
- 1743–1746: Otto Reinhold Strömfelt (tillträdde ej)
- 1747–1758: Peter Silfversköld
- 1758–1768: Adam Fredenstjerna
- 1768–1774: Johan Lagerflycht[7]
- 1775–1780: Axel Gabriel Leijonhufvud
- 1780–1788: Germund Carl Cederhielm
- 1788–1795: Fredrik von Post[8]
- 1796–1799: Georg Wilhelm Lode
- 1799–1803: Karl Arvid Hallenborg
- 1805–1822: Adolf Tandefelt
- 1822–1832: Adolf Fredrik von Willebrand[9]
- 1832–1840: Erik Wallensköld
- 1840–1858: Carl Fredrik Richter
- 1858–1868: Carl Robert Procopé
- 1868–1884: Gustaf Fredrik Rotkirch
- 1884–1896: Theodor von Hellens
- 1897–1905: Emil Edvard Streng
- 1905–1910: Daniel Woldemar Åkerman
- 1911: Valde Hirvikanta, tid. Gustaf Waldemar von Hellens
- 1912–1925: Alfred Aleksi Käpy
- 1925–1930: Frans Hugo Lilius
- 1930–1949: Albert Alexander von Hellens
- 1950–1966: Filip Jaatinen
- 1966–1972: Lars-Henrik Lilius
- 1972–1988: Keijo Heikola
- 1988–1993: Touko Kosonen
- 1994–2000: Ole Roos
- 2000–2012: Antero Palaja
- 2012–2015: Timo Esko
- 2016–2022: Kenneth Nygård
- 2022-: Pekka Määttä